# 梶原茂嘉
梶原 茂嘉（かじわら しげよし、1900年（明治33年）2月8日 - 1978年（昭和53年）10月9日）は、日本の農商務官僚、政治家。参議院議員。

## 経歴
兵庫県で裁判所勤務・梶原甚三郎の長男として生まれる。大阪府立北野中学校、第一高等学校を卒業。1922年11月、高等試験行政科試験に合格。1923年3月、東京帝国大学法学部法律学科（独法）を卒業。同年4月、農商務省に入省し嘱託となる。
以後、農商務属・食料局業務課配属、農務局米穀課配属、農林属、産業組合事務官、専任農林事務官、産業組合事務官兼農林事務官、水産講習所教授兼農林事務官、農林事務官、京城米穀事務所長、農林書記官、経済更生部産業組合課長、山林局監理課長、米穀局米政課長、農務局農政課長、大臣官房文書課長、兼大臣官房調査課長、商工省繊維局長、企画院第四部長、農商省物価局長、馬政局長官などを歴任し、1945年4月、農商省農政局長に就任し、同年8月に退官した。その後、農地開発公団理事長、食糧配給公団総裁、全国食糧事業協同組合連合会会長、日本食糧協会会長などを務めた。
1953年4月の第3回参議院議員通常選挙で全国区から出馬して当選。その後、第5回、第7回通常選挙でも当選し参議院議員を連続三期務めた。
1970年（昭和50年）春の叙勲で勲二等旭日重光章受章（勲三等からの昇叙）。
1978年（昭和53年）10月9日死去、78歳。死没日をもって正四位から従三位に叙され、銀杯一組を賜った。

## 著書
- 梶原茂嘉追悼録刊行会編『風物投影 : 梶原さんを偲んで』梶原茂嘉追悼録刊行会、1980年。

共著
- 政治教育協会編『行政実務講座 6』政治教育協会、1938年。
- 『蚕糸業の新使命と大東亜共栄圏の繊維事情』日本中央蚕糸会、1942年。